# Fünfte Impressionisten-Ausstellung 1880

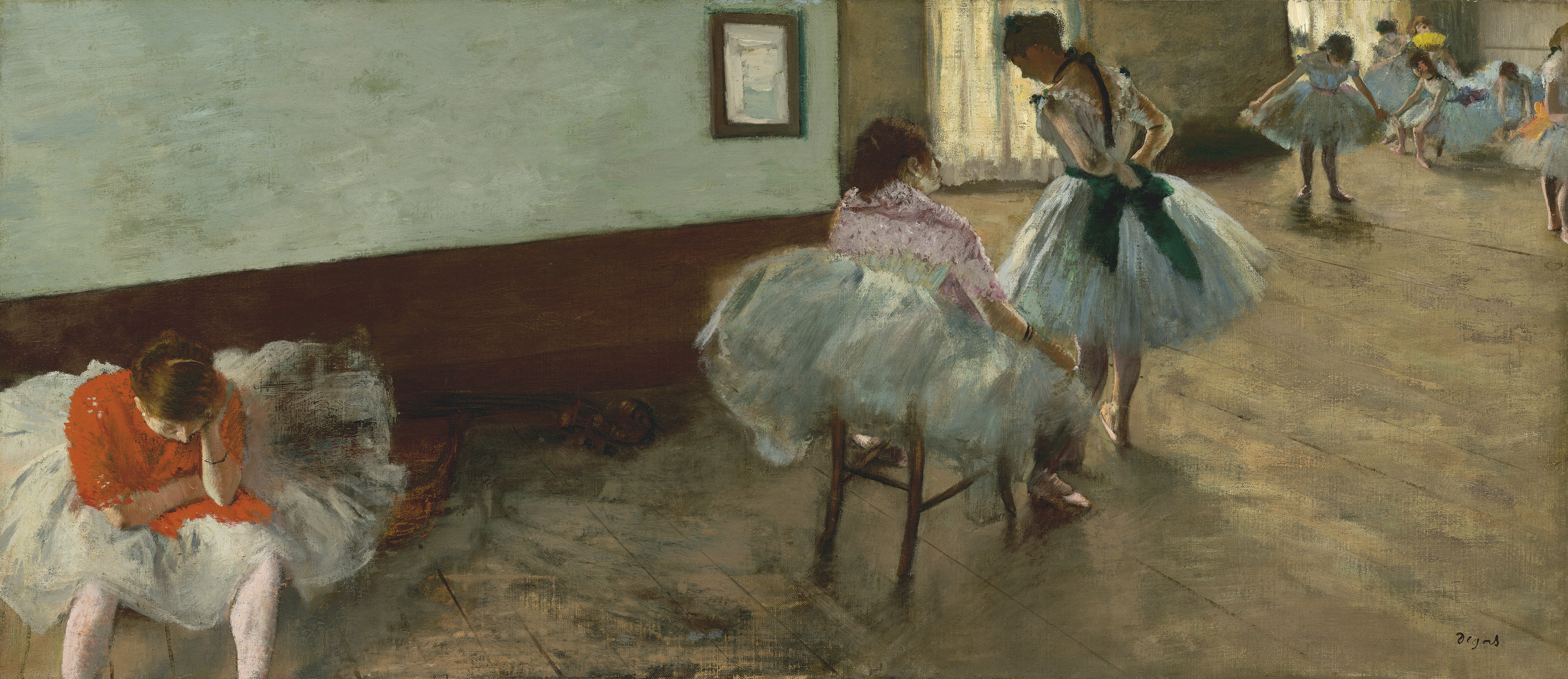
Edgar Degas: Danseuses / The Dance Lesson, ca.1879. National Gallery of Art in Washington, D.C.

Die fünfte Impressionisten-Ausstellung (von insgesamt acht Ausstellungen) fand vom 1. bis 30. April 1880 in Paris statt. Sie wurde im Erdgeschoss eines noch nicht fertiggestellten Gebäudes in der Rue des Pyramides Nr. 10 ausgerichtet. Insgesamt 19 Teilnehmer stellten 309 Werke aus (232 Katalognummern). Jean-François Raffaëlli war der bedeutendste Neuzugang und stellte mit 44 Werken die meisten aus. Er sollte später der Grund für die Spaltung sein. Nur etwa 52 % der ausgestellten Werke waren Ölgemälde, 27 % Radierungen. Vor allem Armand Guillaumin und Berthe Morisot zeigten impressionistische Gemälde. In der Presse wurden die Räumlichkeiten als schlecht beleuchtet und unbequem kritisiert. In zeitgenössischen Berichten wurde zudem wiederholt die Lärmbelästigung durch fortwährende Bauarbeiten thematisiert. Trotz dieser widrigen Bedingungen boten die großzügigen Wandflächen ausreichend Raum für zahlreiche Werke. Die Ausstellung wird kein Erfolg. Die Pressestimmen sind eher negativ.

## Geschichte
Gustave Caillebotte organisierte und finanzierte mit finanzieller Unterstützung von Mary Cassatt und Berthe Morisot die fünfte Ausstellung der Impressionisten und unabhängigen Künstler. Caillebotte und Edgar Degas sind sich über den Titel der Ausstellung nicht einig: Die Plakate sprechen von einer 5. Ausstellung, die von einer Gruppe unabhängiger Künstler organisiert wurde (eine Formulierung, die Degas bevorzugt), während die Ausstellung im Katalog lediglich Catalogue de la 5me exposition de peinture (Katalog der 5. Gemäldeausstellung) genannt wurde. Degas wollte die Namen der Künstler auf den Plakaten nicht nennen, aber Caillebotte, der der Meinung war, dass dies der Werbung schaden würde, setzte sich durch. Cassat und Morisot, die zum Teil für die Finanzierung verantwortlich waren, baten jedoch darum, dass ihre Namen nicht auf den Plakaten erscheinen sollten. Die Ausstellung wurde am 1. April 1880 in der Rue des Pyramides 10 in Paris eröffnet, einem Gebäude, das gerade renoviert wurde.

## Teilnehmer

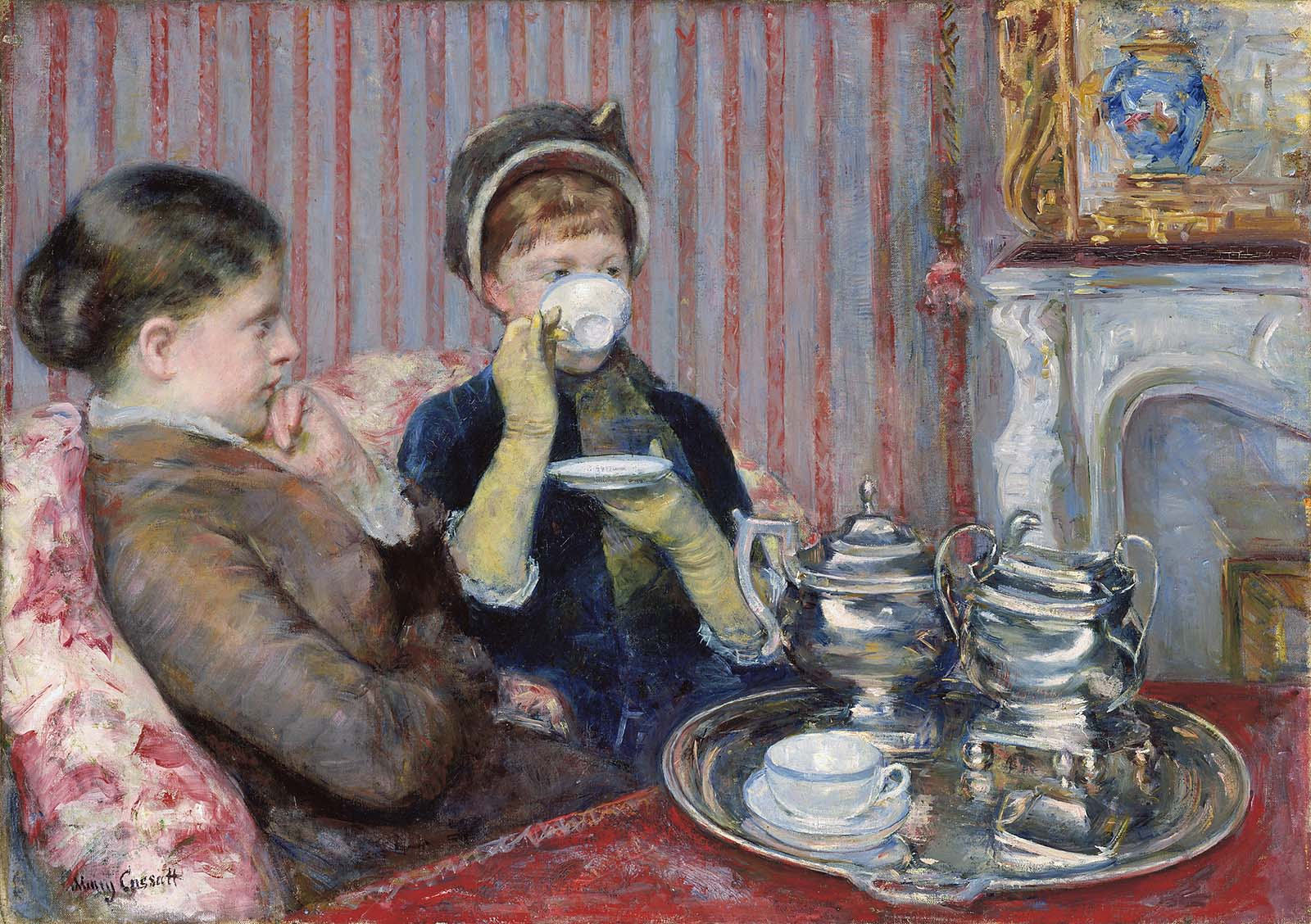
Mary Cassatt: Le thé / The Tea, 1880. Museum of Fine Arts, Boston, USA

An der Ausstellung beteiligten sich: Marie Bracquemond, Félix Bracquemond, Gustave Caillebotte, Mary Cassatt, Edgar Degas, Jean-Louis Forain, Paul Gauguin, Armand Guillaumin, Albert Lebourg, Léon Levert, Berthe Morisot, Camille Pissarro, Jean-François Raffaëlli, Jean-Marius Raffaëlli, Henri Rouart, Charles Tillot, Eugène Vincent Vidal, Victor Vignon und Federico Zandomeneghi.
Die Aufnahme Jean-François Raffaëllis, ein Wunsch von Edgar Degas, war innerhalb der Gruppe umstritten und blieb Gegenstand interner Debatten. Pissarro verweigerte dem früheren Teilnehmer Léon-Paul Robert eine erneute Teilnahme, da dieser inzwischen den offiziellen Salon de Paris bevorzugte. Degas setzte sich zunehmend für eine Definition der Gruppe als „Unabhängige“ ein, statt am Begriff des Impressionismus festzuhalten.
Claude Monet lehnte eine Teilnahme ab und konzentrierte sich auf eine Einzelausstellung in der Galerie La Vie moderne. Gleichzeitig reichte er Werke beim offiziellen Salon ein. Auch Pierre-Auguste Renoir, Alfred Sisley und Paul Cézanne entschieden sich für den Salon. Diese Abgänge führten zu Kritik und Pessimismus in der Öffentlichkeit und Presse hinsichtlich des Fortbestands der impressionistischen Bewegung.

## Rezeption

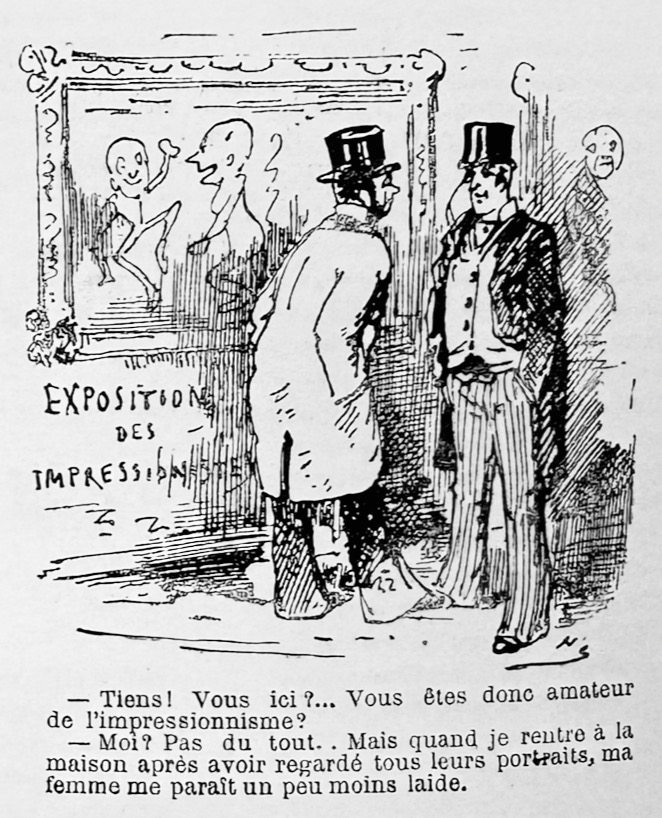
Skizze von PIF, Le Charivari, 11. April 1880: – Tiens! Vous ici ?... Vous êtes donc amateur de l'impressionnisme? – Moi ? Pas du tout... Mais quand je rentre à la maison après avoir regardé tous leurs portraits, ma femme me paraît un peu moins laide. (– Ach, Sie sind auch hier? Sie mögen also den Impressionismus? – Ich? Überhaupt nicht... Aber wenn ich nach Hause komme, nachdem ich mir all diese Porträts angesehen habe, erscheint mir meine Frau etwas weniger hässlich.)

Die Ausstellung wurde von der Presse vielfach mit Spott bedacht. Humoristische Kommentare zielten auf die Tradition der Ausstellungseröffnung am 1. April, auf wechselnde Selbstbezeichnungen des Künstlerkreises („Impressionisten“, „Unabhängige“, „Naturalisten“ etc.) sowie auf die instabile Zusammensetzung der Gruppe und die wechselnden Ausstellungsorte. Karikaturen machten sich über diese Umstände lustig.
Einige Kritiker sahen in den Abgängen eine Krise des Impressionismus. Claude Monet wurde in einer ironischen Traueranzeige symbolisch „beerdigt“, weil er den Salon dem Impressionismus vorzog. Henry Havard konstatierte in der Zeitung Le Siècle das Ende des Impressionismus und beklagte den Mangel an neuen Anhängern.
Joris-Karl Huysmans griff in L’Art Moderne Argumente von Émile Zola auf und kritisierte die impressionistische Malweise als unfertig. Zusätzlich stellte er medizinisch-psychologische Spekulationen über angebliche Sehschwächen und nervliche Erkrankungen der Künstler an, in Anlehnung an Experimente des Arztes Jean-Martin Charcot.

## Fazit
Die fünfte Impressionistenausstellung war von internen Spannungen, prominenten Absagen und widrigen Rahmenbedingungen geprägt. Gleichzeitig markierte sie eine zunehmende institutionelle Spaltung innerhalb der Künstlergruppe und eine Verschiebung der strategischen Ausrichtung – weg vom einheitlichen Stilbegriff des Impressionismus hin zu einer pluralistischeren Definition unabhängiger Kunstschaffender.

### Ausstellungskataloge
- 1874: Société Anonyme Des Artistes Peintres, Sculpteurs, Graveurs, etc. Premiere Exposition 1874
- 1876: Catalogue de la 2e exposition de peinture
- 1877: Catalogue de la 3e exposition de peinture
- 1879: Catalogue de la 4e exposition de peinture
- 1880: Catalogue de la 5me exposition de peinture
- 1881: Catalogue de la 6me exposition de peinture
- 1882: Catalogue de la 7e exposition des artistes indépendants
- 1886: Catalogue de la 8e exposition de peinture

### Deutschsprachige Literatur
- Jean Selz: DuMont’s kleines Lexikon des Impressionismus. DuMont, Köln 1977, ISBN 3-7701-0860-4.
- Sophie Monneret: L’impressionnisme et son époque. Denoël, Paris 1978.
- John Rewald: Die Geschichte des Impressionismus. DuMont, Köln 1986, ISBN 3-7701-1166-4.
- Hans Körner: Edouard Manet, Dandy, Flaneur, Maler. Fink, München 1996, ISBN 3-7705-2931-6.
- Iris Schaefer, Caroline von Saint-George, Katja Lewerentz: Impressionismus, wie das Licht auf die Leinwand kam. Ausstellungskatalog Wallraf-Richartz-Museum & Fondation Corboud, Köln 2008, ISBN 978-8-861-30611-0.
- Norbert Wolf: Die Kunst des Salons: Malerei im 19. Jahrhundert. Prestel, München 2012, ISBN 978-3-7913-4625-0.
- Felix Krämer (Hrsg.): Monet und die Geburt des Impressionismus. Ausstellungskatalog Städel Museum, Prestel, München 2015, ISBN 978-3-7913-5414-9.

### Französische und englischsprachige Literatur
- Ruth Berson (Hg): The New Painting: Impressionism 1874–1886. Documentation, 2 Bände. Band 1: Reviews, Band 2: Exhibited works. San Francisco, 1996 (eine umfassende Darstellung des Themas ist hier zu finden).
- Achille Segard: Mary Cassatt : un peintre des enfants et des mères, 1913
- Adolphe Tabarant: Manet et ses œuvres, Paris, 1947
- Adolphe Tabarant: Pissarro, Paris, 1924
- Ambroise Vollard: Auguste Renoir, Paris, 1920
- Ambroise Vollard: Degas, Paris, 1924
- Ambroise Vollard: En écoutant Cézanne, Degas, Renoir, Paris, 1938
- Ambroise Vollard: Paul Cézanne, Paris, 1914
- Ambroise Vollard: Souvenirs d’un marchand de tableaux, Paris, Editions Albin-Michel, 1937
- Anne Distel, Anne Dayez, Michel Hoog, Charles S. Moffett: Impressionism, a centenary exhibition. Ausstellungskatalog Metropolitan Museum of Art, New York 1974, ISBN 0-87099-097-7.
- Antonin Proust: Edouard Manet. Souvenirs, Paris, 1913
- Arsène Alexandre: Durand-Ruel. Portrait et histoire d’un marchand, dans Pan, Berlin, novembre 1911
- Berhaut Marie: Caillebotte. Sa vie et son œuvre. Catalogue raisonné des peintures et pastels, 1978
- Camille Mauclair: L'impressionnisme : son histoire, son esthétique, ses maîtres, Paris, 1904
- Camille Mauclair: Trois crises de l'art actuel, Paris, 1906
- Carol Armstrong: Manet Manette. Yale University Press, New Haven 2002, ISBN 0-300-09658-5.
- Caroline Genet-Bondeville – Marianne Delafond: Berthe Morisot ou l’audace raisonnée, Paris, 1997
- Claude Monet: Mon histoire, recueillie par Thiébault-Sisson, Paris, 1998
- Daniel Halévy: Degas parle..., Paris-Genève, 1960
- Daniel Wildenstein: Claude Monet. Biographie et catalogue raisonné, Genève, 1974–1991
- Daniel Wildenstein: Monet ou le Triomphe de l’Impressionnisme, Cologne, 2003
- Denys Rioult: Les Écrivains devant l’impressionnisme : Armand Silvestre, Philippe Burty, Jules-Antoine Castagnary, Ernest Chesneau, Jules Claretie, Stéphane Mallarmé, Félix Fénéon, Paris, 1995
- Diego Martelli: Les impressionnistes et l’art moderne, textes réunis et annotés par Francesca Errico, Paris, 1979
- Edgar Allan Poe: Poèmes, traduction de Stéphane Mallarmé, avec portrait et fleuron par Edouard Manet, Paris, 1888
- Edmond Bazire: Manet, Illustrations d'après les originaux et gravures de Guérard, Paris, 1884
- Edmond Duranty: La nouvelle peinture : à propos du groupe d'artistes qui expose dans les galeries Durand-Ruel, Paris, 1876
- Émile Verhaeren: Sensations, Paris, 1928
- Émile Zola: Éd. Manet : étude biographique et critique, Paris, 1867
- Émile Zola: Exposition des œuvres de Edouard Manet : catalogue, Paris, 1884
- Émile Zola: Pour Manet, Paris, 1989
- Ernest Hoschedé: Brelan de salons, Paris, 1890
- Ernest Hoschedé: Impressions de mon voyage au Salon de 1882, Paris, 1882
- Félix Bracquemond: Du dessin et de la couleur, Paris, 1885
- Félix Fénéon: Les Impressionnistes en 1886, Paris, 1886 Florence Naugretten – Gérard Gengembre – Yvan Leclerc: Impressionnisme et littérature, Mont-Saint-Aignan, 2012
- Francesca Errico (Hrsg.): Diego Martelli, Les impressionnistes et l’art moderne, Paris, 1979
- Gary Tinterow, Henry Loyrette: Origins of Impressionism. Abrams, New York 1994, ISBN 0-8109-6485-6.
- George Moore: Modern Painting, 1893
- Georges Rivière: Le Maître Paul Cezanne, Paris, 1923
- Georges Rivière: Mr. Degas, bourgeois de Paris, Paris, 1935
- Georges Rivière: Renoir et ses amis, Paris, 1921
- Georges Serret – Dominique Fabiani: Armand Guillaumin (1841 - 1927), Catalogue raisonné de l'œuvre peint, Paris, 1971
- George T.M. Shackelford – Hayes Paul Tucker – Mary Anne Stevens: Monet au XXe siècle, Yale, 1998
- Gerard Gengembre – Yvan Leclerc – Florence Naugretten: Impressionnisme et littérature, Mont-Saint-Aignan, 2012
- Godfey Blundel et Maria Blundel: Journal de l’impressionnisme, Genève, 1973
- Gustave Cahen: Eugène Boudin, sa vie et son œuvre, Paris, 1900
- Gustave Cocquiot: Cubistes, futuristes, passéistes, Paris, 1914
- Gustave Geffroy: Claude Monet, sa vie, son temps, son œuvre, Paris, 1923
- Gustave Geffroy: Sisley, Paris, 1923
- Gustave Gachet: Deux Amis des Impressionnistes, le Dr Gachet et Murer, Paris, 1956
- Hélène Adhémar: Chronologie Impressionniste, 1863 – 1905, Paris, 1981
- Hean Leymarie – Michel Mellot: Les Gravures des impressionnistes, Paris, 1971
- Isolde Pludermacher: Eugène Boudin. Lettres à Ferdinand Martin (1861 – 1870), Honfleur, 2011
- James McNeill Whistler: Le Ten o’clock, traduction française de Stéphane Mallarmé, Paris, 1888
- Jean-Aubry G.: Eugène Boudin d'après des documents inédits, Paris, 1922
- Joris-Karl Huysmans: Certains, Paris, 1898
- Joris-Karl Huysmans: Ecrits sur l’art : 1867–1905, Paris, 2006
- Joris-Karl Huysmans: L’Art moderne, Paris, 1902
- Julie Manet: Journal, 1893–1899, 1987
- Juliet Wilson-Bareau: Manet par lui-même, Paris, 1991
- Laurent Manœuvre: Impressionnistes au féminin, Rouen, 2016
- Laurent Manœuvre: Mary Cassatt, Paris, 2018
- Laurent Manœuvre: Petit dictionnaire autobiographique Eugène Boudin, Paris, 2014
- Lionello Venturi: Les archives de l’impressionnisme, Paris, New York, 1939
- Louisine Havemeyer: Sixteen to sixty : memoirs of a collector, New York, 1961
- Marc Elder: À Giverny, chez Claude Monet, Paris, 1924
- Marcel Guérin: J.L. Forain, aquafortiste, Paris, 1912
- Marcel Guérin: L’œuvre gravé de Manet, Paris, 1944
- Marie Berhaut: Caillebotte. Sa vie et son œuvre, Catalogue raisonné, 1978
- Mary Pittaluga – Enrico Piceni: De Nittis, Milan, 1963
- Nancy Mowll Mathews: Cassatt and her circle, New York, 1984
- Nancy Mowll Mathews: Mary Cassatt : a life, 1994
- Octave Mirbeau: Des artistes, Deuxième série, Paris, 1922–1924
- Octave Mirbeau: Des artistes, Première série, Paris, 1922–1924
- Olivier Daulte – Manuel Dupertuis: Stéphane Mallarmé – Berthe Morisot, Correspondance, Paris, 2009
- Paul Cézanne: Correspondance, Paris, 1978
- Paul Duval: Canadian impressionism, Toronto, 1990
- Paul Gauguin: Oviri, écrits d’un sauvage, Paris, 1973
- Paul Valéry: Degas, danse, dessin, Paris, 1965
- Pierre Auguste Renoir: Ecrits, entretiens et lettres sur l’art, Paris, 2002
- Ruth Berson: The New Painting : Impressionism 1874–1886, Documentation, Seattle, 1996
- Stéphane Mallarmé: Autobiographie – Lettre à Verlaine, Paris, 1991
- Stéphane Mallarmé: Pages, avec un frontispice à l'eau forte par Renoir, Paris, 1891
- Stéphane Mallarmé: Vers et prose, Paris, 1893
- Théodore Duret: Histoire de Édouard Manet et de son œuvre, Paris, 1906
- Théodore Duret: Histoire de J. Mc N. Whistler et de son œuvre, Paris, 1904
- Théodore Duret: Histoire des peintres impressionnistes, Paris, 1906
- Théodore Duret: Le Peintre Claude Monet, Paris, 1880
- Théodore Duret: Les peintres impressionnistes, Paris, 1878
- Yvan Leclerc – Gérard Gengembre – Florence Naugretten: Impressionnisme et littérature, Mont-Saint-Aignan, 2012